# بودلویدان
بودلویدان (به انگلیسی: Bodelwyddan) یک شهرک در ولز است که در شهرستان دنبیشر قرار دارد. بودلویدان ۲٬۱۴۷ نفر جمعیت دارد.

## نگارخانه

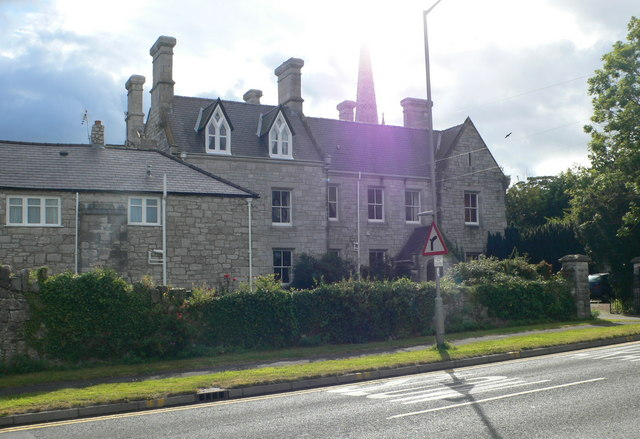
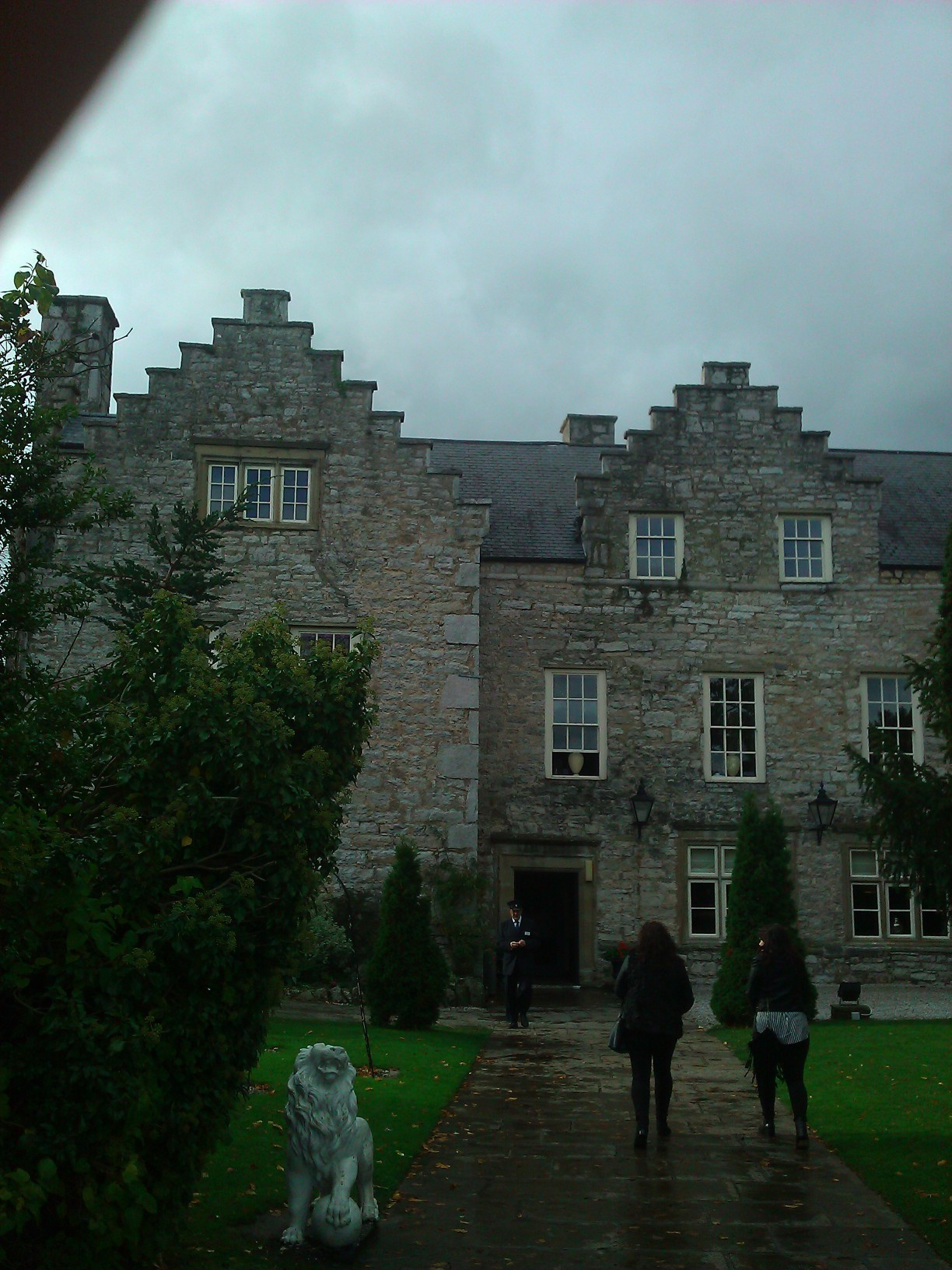
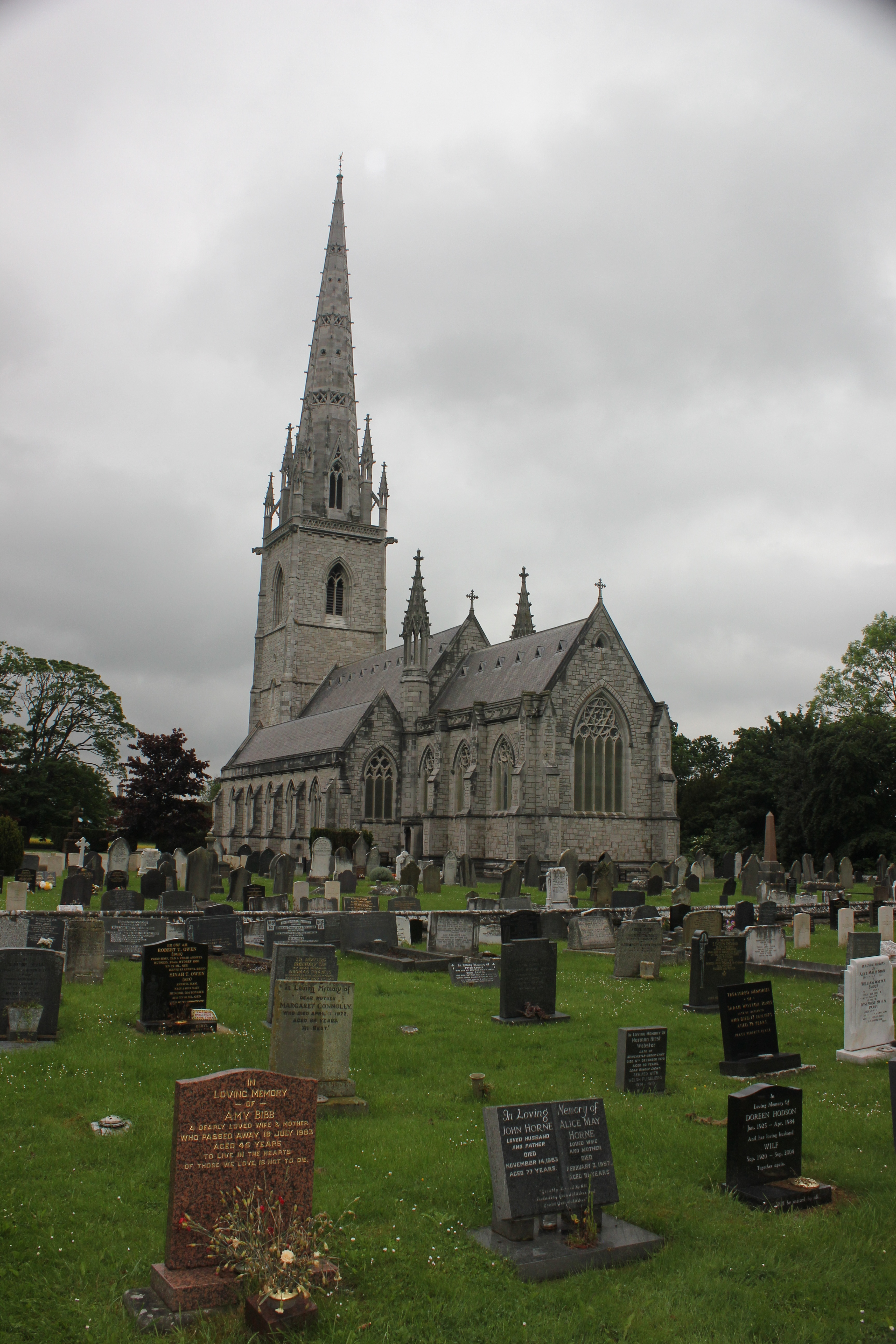